# Cârna
Cârna é uma comuna romena localizada no distrito de Dolj, na região de Oltênia. A comuna possui uma área de 29.23 km² e sua população era de 1558 habitantes segundo o censo de 2007.